# Mariana Constantin
Pour les articles homonymes, voir Constantin.
Mariana Constantin est une gymnaste roumaine née le 3 août 1960 à Ploiești.

## Palmarès

### Jeux olympiques
- Montréal 1976
  -  médaille d'argent au concours par équipes